# Gare de Dieu Tri
La gare de Dieu Tri (vietnamien: Ga Dieu Tri) est une gare ferroviaire vietnamienne située dans la ville de Dieu Tri.

## Situation ferroviaire
La gare de Dieu Tri est située sur la Nord-Sud du Viêt Nam.